# 본 얼티메이텀 (영화)
《본 얼티메이텀》(영어: The Bourne Ultimatum)은 2007년 개봉한 미국의 액션 스릴러 영화이다. 폴 그린그래스가 감독했다. 로버트 러들럼의 동명 소설을 바탕으로 하고 있지만, 줄거리는 완전히 다르다. 제이슨 본 영화 시리즈의 세 번째 작품으로, 《본 아이덴티티》(2002)와 《본 슈프리머시》(2004)에 이은 속편이다. 각본은 토니 길로이의 원안을 바탕으로 길로이, 스콧 Z. 번스와 조지 놀피가 썼다. 맷 데이먼은 러들럼의 대표적인 캐릭터인 전 CIA 암살자이자 심인성 기억상실증 환자인 제이슨 본 역으로 다시 출연한다.
데이먼과 함께 출연하는 다른 배우들로는 줄리아 스타일스, 데이비드 스트러세언, 스콧 글렌, 패디 콘시딘, 에드가르 라미레스, 앨버트 피니, 조앤 앨런 등이 있다. 줄거리는 본은 자신의 트레드스톤 작전에 참여하기 이전 과거에 대한 정보를 계속 찾고, 비슷한 암살 프로그램의 표적이 된다. 더 케네디/마셜 컴퍼니가 러들럼 엔터테인먼트와 공동으로 제작한 《본 얼티메이텀》은 2007년 7월 25일 아크라이트 할리우드에서 시사회를 가졌고, 8월 3일 유니버설 픽처스를 통해 미국에서 극장 개봉했다.
개봉 후 평론가들로부터 호평을 받았으며, 본 시리즈 중 최고라는 평가를 받았다. 제작비 1억 1천만 달러 대비 전 세계적으로 4억 4410만 달러의 수익을 올려 당시 데이먼 주연 영화 중 가장 높은 흥행 수익을 기록했다. 전미 비평가 위원회로부터 2007년 10대 영화 중 하나로 선정되었으며, 제80회 아카데미상에서 편집상, 음향상, 음향 편집상의 세 부문 후보에 올라 모두 수상했다.
데이먼이 출연하지 않은 네 번째 영화인 《본 레거시》는 2012년 8월에 개봉했으며, 데이먼이 다시 주연으로 복귀한 다섯 번째 영화인 《제이슨 본》은 2016년 7월에 개봉했다.

## 줄거리
키릴의 추격 이후, 제이슨 본은 부상당한 채 모스크바 경찰을 피하고 트레드스톤 작전에 처음 참여했을 때의 플래시백을 겪는다. 6주 후, CIA 부국장 파멜라 랜디는 사망한 전 트레드스톤 수장 워드 애봇의 녹음된 고백을 국장 에즈라 크레이머에게 공개한다. 한편, 토리노에서 가디언지의 기자 사이먼 로스는 본과 트레드스톤의 후속 프로그램인 블랙브라이어 작전에 대해 알게 된다.
CIA는 에셜론 시스템을 이용해 로스가 편집자에게 전화를 걸어 블랙브라이어를 언급하는 것을 감지한다. 본은 마리의 오빠 마틴 크류츠에게 인도의 마리 암살 소식을 전한 후, 로스의 기사를 읽고 런던 워털루역에서 그와 만날 약속을 잡는다. 그는 CIA가 로스를 미행하고 있음을 깨닫고 그가 붙잡히는 것을 돕지만, 로스는 공포에 질려 부국장 노아 보슨의 명령을 받은 블랙브라이어 암살자 파즈에게 총에 맞아 사망한다.
보슨 팀은 마지못해 랜디의 도움을 받아 로스의 메모를 분석하고 그의 정보원이 마드리드에 본부를 둔 CIA 지부장 닐 다니엘스임을 확인한다. 본은 다니엘스의 사무실로 가서 과거 인연이 있는 전 트레드스톤 요원 니키 파슨스를 발견한다. 그녀는 다니엘스가 탕헤르로 도피했으며, 도착한 CIA 부대원들로부터 본이 탈출하는 것을 돕는다.
한편, 블랙브라이어의 "자산" 데쉬 북사니는 다니엘스를 살해하고, 니키가 다니엘스에 대한 정보에 접근한 것을 감지한 후 파슨스와 본까지 죽이라는 보슨의 지시를 받는다. 랜디는 이 결정에 격렬하게 반대한다. 본은 북사니를 뒤쫓아가 그를 목 졸라 죽임으로써 니키를 구하지만, 다니엘스의 암살을 막지는 못한다. 그는 니키를 숨긴다. 다니엘스의 서류 가방 내용을 조사하던 본은 보슨이 블랙브라이어를 지휘하는 뉴욕의 극비 CIA 사무실 주소를 찾아 그곳으로 향한다.
랜디는 본의 전화를 받는데, 이 전화는 보슨에게 도청된다. 랜디는 본의 본명이 데이비드 웹이며 생일은 "71년 4월 15일"이라고 알려준다. 보슨은 본으로부터 랜디에게 보낸 만남 장소 문자 메시지도 가로채고, 전술팀과 함께 사무실을 떠난다. 그러나 본은 대신 보슨의 사무실로 들어가 기밀 블랙브라이어 문서를 가져간다. 무슨 일이 벌어지는지 깨달은 보슨은 파즈를 그에게 보낸 후 트레드스톤의 행동 수정 프로그램을 관리했던 앨버트 허쉬 박사에게 이 상황을 알린다. 결과적으로 추격전은 두 차량의 충돌로 끝난다. 본은 부상당한 파즈에게 총구를 겨누지만, 그의 목숨을 살려준다.
본은 랜디의 암호화된 메시지를 해독하여 415 이스트 71번가에 위치한 병원에 도착해 랜디에게 블랙브라이어 파일을 건네준 후 안으로 들어간다. 본은 허쉬와 대면하고, 허쉬는 본이 트레드스톤에 자발적으로 지원했음을 상기시킨다. 지붕으로 도망치던 중, 본은 파즈와 마주치고 파즈는 왜 자신을 쏘지 않았는지 묻는다. 본은 파즈에게 그를 죽여야 하는 이유를 아느냐고 물으며, 트레드스톤 요원이었던 교수의 마지막 말인 "우리를 봐. 그들이 너에게 무엇을 포기하게 만드는지 봐."를 반복한다. 파즈는 총을 내리지만, 보슨이 나타나 본에게 총을 쏜다. 본은 이스트강으로 뛰어든다.
사흘 뒤, 니키는 블랙브라이어 작전의 폭로, 허쉬와 보슨의 체포, 크레이머에 대한 형사 수사, 그리고 데이비드 웹(제이슨 본)의 행방에 대한 뉴스 보도를 지켜본다. 본의 시신이 발견되지 않았다는 소식을 듣고 니키는 미소를 짓는다. 추락에서 살아남은 본은 어둠 속으로 헤엄쳐 간다.

## 배역
- 맷 데이먼 - 제이슨 본, CIA의 트레드스톤 작전의 전직 암살자
- 줄리아 스타일스 - 니키 파슨스, 트레드스톤 이후의 임무를 맡은 CIA 요원
- 데이비드 스트러세언 - 노아 보슨, 블랙브라이어 작전을 담당하는 CIA 부국장
- 스콧 글렌 - 에즈라 크레이머, CIA 국장
- 패디 콘시딘 - 사이먼 로스, 트레드스톤을 조사해 온 기자
- 에드가르 라미레스 - 파즈, 블랙브라이어 암살자
- 앨버트 피니 - 앨버트 허쉬 박사, 트레드스톤의 행동 수정 프로그램을 감독했던 심리학자
- 조앤 앨런 - 팸 랜디, 본을 잡는 데 보슨을 돕기 위해 배정된 CIA 부국장
- 톰 갤로프 - 톰 크로닌
- 코리 존슨 - 윌즈
- 다니엘 브륄 - 마틴 크류츠

이 외에도 콜린 스틴턴은 로스에게 정보를 유출하는 CIA 지부장 닐 다니엘스 역을, 조이 안사는 다니엘스를 살해하기 위해 파견된 블랙브라이어 암살자 데쉬 역을 맡았다.

## 제작

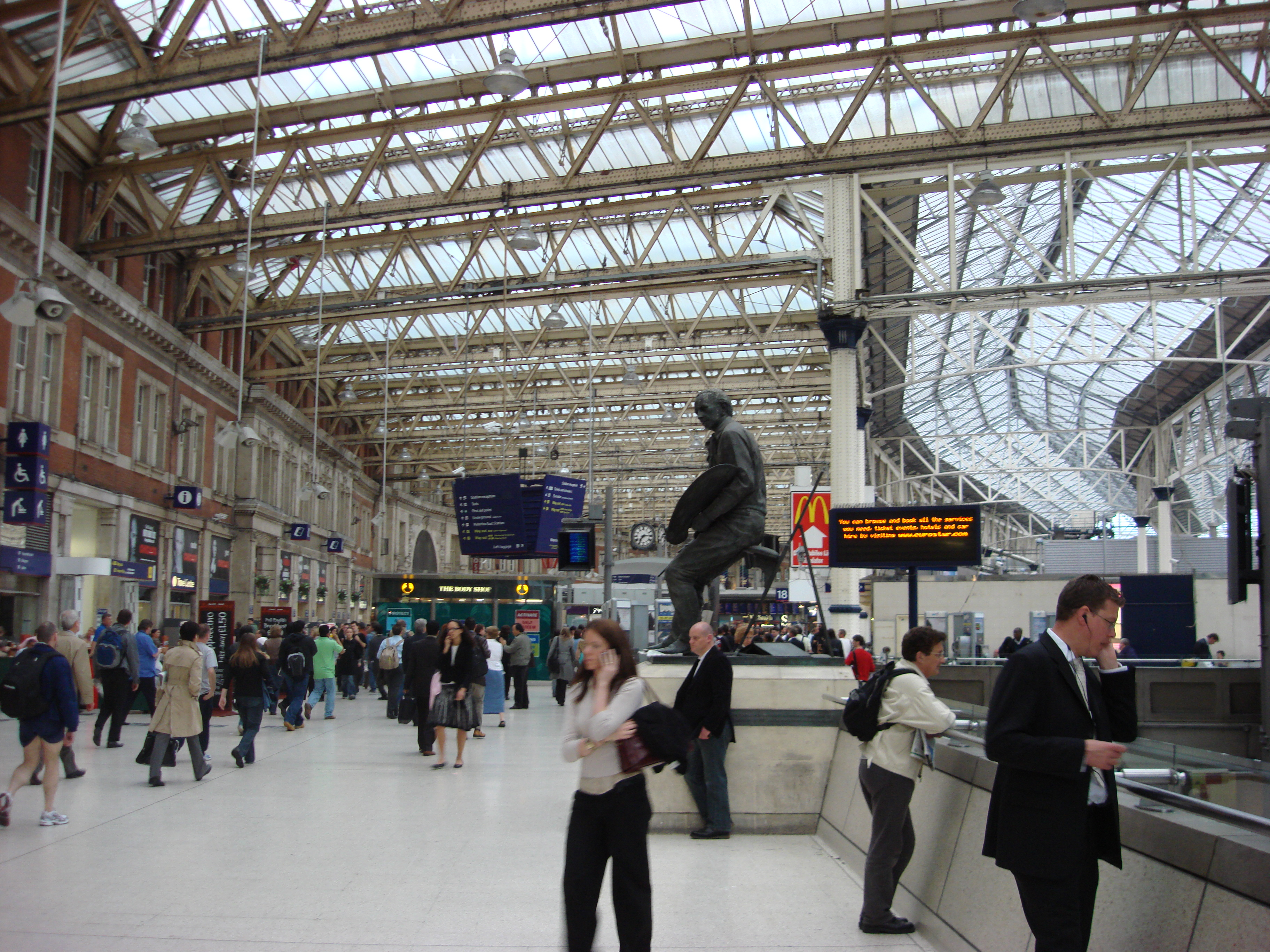
2006년 10월부터 2007년 4월까지 런던 워털루역에서 촬영되었다

《본 얼티메이텀》은 런던 근처의 파인우드 스튜디오와 탕헤르, 런던, 파리, 마드리드(자체로도 촬영되었고 토리노의 대역으로도 사용됨), 베를린(모스크바의 대역으로 사용됨), 뉴욕 (극비 CIA 사무실로 사용된 스프링스 밀스 빌딩 포함), 미국 내 다른 지역 등 전 세계 여러 장소에서 촬영되었다.
이전 두 편의 본 영화 각본을 공동 집필했던 토니 길로이는 《본 슈프리머시》가 본의 살인에 대한 참회와 속죄를 강조하기를 의도했지만, 완성된 영화에서는 이러한 초점이 누락되었다고 느꼈다. 길로이는 《본 얼티메이텀》의 초기 초안을 작성하도록 설득되었으나, 이후 더 이상 참여하지 않았고, 2009년 기준으로 완성된 영화를 보지 않았다. 길로이의 각본 초안은 이후 맷 데이먼의 비판을 받았다.
톰 스토파드는 각본 초안을 썼는데, 나중에 "내 말은 한마디도 영화에 들어가지 않았다"고 말했다. 그린그래스는 이 영화가 이전 본 영화들의 여러 장면에 대한 암시를 포함한다고 말했다. 예를 들어, 《본 얼티메이텀》의 오프닝 추격 시퀀스는 《본 슈프리머시》의 끝 부분에서 본을 잡으려는 러시아 경찰의 시도에 이은 것으로, 본이 네스키의 딸에게 사과한 직후에 일어난다.
폴 그린그래스는 개봉 직전 《본 얼티메이텀》의 제이슨 본 캐릭터 묘사에 대해 다음과 같이 언급했다.
본은 신화적인 탐구를 추구하는 현실 세계의 실제 인물이다. 놀라운 점은 그것이 대립적인 이야기라는 것이다. 그는 살인자인가, 아니면 살인자로 만들어진 것인가? 본이 우리 중 한 명이며 "그들"로부터 도망치고 있다는 기본적인 느낌이 있다. 그는 답을 찾으려 하고, 그들을 믿지 않는다. 그들은 모두 나쁘고 시스템은 부패했다. 그것을 매우 현대적인 환경에서 흥분감과 함께 전달하는 것은 매우 즐겁다. [...] 뉴욕이나 파리, 런던 등 어디든 문을 열면, 본이 참여하고 있는 이야기가 그곳에서 일어날 수 있다는 것을 믿어야 한다. [...] 나를 본의 세계로 이끄는 것은 그 세계가 현실 세계이며 나는 그곳에서 가장 편안함을 느낀다는 점이다.

이 영화의 특수 시각 효과는 더블 네거티브가 제작했다.

## 음악
이전 3부작 영화들과 마찬가지로, 음악은 존 파월이 작곡했다. 모비의 곡 "익스트림 웨이즈"의 새로운 버전인 "익스트림 웨이즈 (본의 궁극적 목표)"는 영화의 엔딩 크레딧을 위해 녹음되었다.
본이 저격할 때 듣는 "스코티 돈 노"는 데이먼의 캐릭터가 《유로트립》에서 부르는 노래이다.

## 개봉
《본 얼티메이텀》의 시사회는 2007년 7월 31일 오클라호마시티 시내 하킨스 브릭타운 시어터에서 개최되었으며, 교외의 베서니에 위치한 아동 센터를 위한 기금 마련 행사로 진행되었다. 영화는 세 개의 스크린에서 동시에 상영되었다. 맷 데이먼이 행사에 참석하여 게스트들을 맞이했다. 영화는 2007년 8월 15일 런던 레스터 광장에서 맷 데이먼, 줄리아 스타일스, 조앤 앨런이 참석한 가운데 시사회를 가졌고, 다음 날 개봉되었다. 2007년 8월 8일 시드니의 뉴사우스웨일스 주립 극장에서 맷 데이먼이 참석한 가운데 시드니 시사회를 가졌다. 《본 얼티메이텀》의 사전 상영회는 2007년 7월 30일 이집션 시어터에서 보이시 현대극 기금 마련을 위해 개최되었다. 제작자 프랭크 마셜과 배우 맷 데이먼이 참석했다. 이전 두 영화인 《본 아이덴티티》와 《본 슈프리머시》도 보이시에서 자선 사전 상영회를 가졌다. 《본 얼티메이텀》은 2007년 8월 30일 전국적으로 개봉되었다.

### 홈 미디어
2007년 12월 11일 북미 지역에서 DVD와 HD DVD로 모두 출시되었다. DVD는 풀스크린과 2.35:1 와이드스크린 종횡비로 모두 출시되었다. HD DVD 및 DVD 특별 기능에는 여러 삭제 장면, 특집 영상, 오디오 해설, 그리고 HD DVD 버전에서만 제공되는 HDi 인터랙티브 포맷 기능(예: Picture-in-Picture 비디오 해설)이 포함된다. 단독 DVD 출시 외에도, '제이슨 본 컬렉션' 한정판 선물 세트가 있으며, 여기에는 세 편의 영화 DVD와 삭제 장면 및 특집 영상과 같은 수많은 보너스 기능이 있는 보너스 디스크가 포함되어 있다. 이 선물 세트는 스위스 은행 안전 금고 포장으로 외국 통화와 제이슨 본 여권을 포함한다. HD DVD 버전의 영화 및 특별 기능은 2:35:1 와이드스크린 고화질 1080i로 제공되며, 돌비 트루HD 5.1 무손실 및 돌비 디지털 플러스 5.1 오디오 옵션을 제공한다.

## 평가

### 박스 오피스
《본 얼티메이텀》은 개봉 주말에 6,928만 3,690 달러를 벌어들였으며, 당시 러시아워 2를 제치고 8월 개봉 주말 흥행 기록을 세웠다. 이 기록은 7년 후인 2014년에 《가디언즈 오브 갤럭시》에게 넘겨질 때까지 유지되었다. 극장 개봉이 끝날 무렵, 미국에서 총 2억 2,747만 1,070 달러, 해외 시장에서 2억 1,535만 3,068 달러를 벌어들여 전 세계적으로 총 4억 4,282만 4,138 달러를 기록하며 시리즈 중 가장 높은 흥행 수익을 올렸다.

### 비평가 반응
리뷰 애그리게이터 웹사이트 로튼 토마토에서 92% 264명의 평론가의 리뷰는 긍정적이었으며, 평균 평점은 8.0/10이다. 이 웹사이트의 대체적인 의견은 다음과 같다: "《본 얼티메이텀》은 영리하고 정교하며 끊임없이 짜릿한 스릴을 선사한다. 맷 데이먼의 또 다른 강렬한 연기와 폴 그린그래스의 날카로운 카메라워크는 이 영화를 본 3부작 중 최고의 작품으로 만들었다." 메타크리틱은 49명의 평론가에 기반하여 100점 만점에 85점의 점수를 부여했으며, 이는 "보편적인 찬사"를 나타낸다. 시네마스코어에서 설문 조사한 관객들은 이 영화에 A+부터 F까지의 척도에서 평균 "A" 등급을 부여했다.
이전 작품인 《본 슈프리머시》와 마찬가지로, "흔들리는" 카메라워크 사용으로 비판을 받았다. 타임지의 리처드 코를리스는 전반적으로 긍정적인 평론에서 "왜 대화 장면에서 카메라가 파킨슨병에 걸린 듯 흔들리는가? 영화 프레임이 떨리고, 화자를 청자의 어깨로 가려 시청자를 짜증나게 하고 장면 내용에서 산만하게 한다"고 의문을 제기했다.
영국 언론들에서는 실제 영국 신문인 가디언의 가상의 기자가 등장하고 영국(특히 워털루 철도역)에서 촬영되었다는 점을 다루었다. 가디언의 평론가는 "CIA 저격수의 총알을 피하는 것은 우리 가디언 기자들에게 항상 일어나는 일과 같은 것"이라고 농담했다.
해커 서브컬처에서도 호평을 받았다. 이는 해킹 장면이 등장하는 다른 많은 영화(예: 《해커즈》)와 달리, 본 어겐 셸(가상의 제이슨 본이 아닌 스티븐 R. 본이 개발)과 Nmap과 같은 실제 세계 애플리케이션을 보여주었기 때문이다. 2012년, 미국 영화 편집자 조합은 회원 설문조사를 바탕으로 역대 가장 잘 편집된 영화 중 66위로 선정했다.

### 10대 영화 목록
여러 평론가들의 2007년 최고의 영화 톱 10 목록에 올랐다.
- 1위 — 엠파이어
- 1위 — 액션/어드벤처, 로튼 토마토[32]
- 2위 — 클라우디아 푸이그, USA 투데이
- 2위 — 스티븐 레아, 필라델피아 인콰이어러
- 2위 — 조슈아 로스콥프, 타임아웃 뉴욕
- 9위 — 르네 로드리게스, 마이애미 헤럴드
- 10위 — 크리스티 레미르, AP 통신[33]

### 수상
| 상                   | 부문             | 수상자                                                                     | 결과 |
| -------------------- | ---------------- | -------------------------------------------------------------------------- | ---- |
| 아카데미상           | 편집상           | 크리스토퍼 라우즈                                                          | 수상 |
| 아카데미상           | 음향편집상       | 캐런 M. 베이커, 페르 할베르그                                              | 수상 |
| 아카데미상           | 음향상           | 스콧 밀란, 데이비드 파커, 커크 프랜시스                                    | 수상 |
| 영국 아카데미 영화상 | 감독상           | 폴 그린그래스                                                              | 후보 |
| 영국 아카데미 영화상 | 촬영상           | 올리버 우드                                                                | 후보 |
| 영국 아카데미 영화상 | 편집상           | 크리스토퍼 라우즈                                                          | 수상 |
| 영국 아카데미 영화상 | 음향상           | 스콧 밀란, 데이비드 파커, 커크 프랜시스, 캐런 베이커 랜더스, 페르 할베르그 | 수상 |
| 영국 아카데미 영화상 | 특수 시각 효과상 | 피터 치앙, 찰리 노블, 마티아스 린다할, 조스 윌리엄스                       | 후보 |

### 기타 수상
- ITV3 범죄 스릴러상 영화 부문 올해의 영화, 2008[36]
- 미국 배우 조합상 영화 부문 스턴트 앙상블상, 2007

## 후속작
2007년 5월, 《본 얼티메이텀》 개봉 전 맷 데이먼은 네 번째 본 영화에 출연할 의사가 없다고 주장하며 (본 프랜차이즈 참여에 대해) "우리는 그 말을 탈 수 있는 만큼 탔다"고 말했다. 데이먼은 2007년 8월에 이렇게 말했다.
또 다른 영화에 대해서는 이 남자의 정체성 탐색 이야기는 끝났다고 생각한다. 그가 모든 답을 얻었기 때문이다. 그래서 우리는 같은 캐릭터를 다시 내놓을 수 없고, 그를 흥미롭게 만드는 많은 부분은 그가 겪었던 내면의 갈등, 내가 좋은 사람인가, 나쁜 사람인가, 내 정체성 뒤에 숨겨진 비밀은 무엇인가, 무엇을 차단하고 있는가, 왜 이런 불안한 이미지를 기억하는가 하는 것들이다. 그래서 캐릭터를 이끄는 모든 내면의 추진력은 더 이상 없다. 따라서 또 다른 영화가 나오려면 완전히 재구성되어야 할 것이다. 거기서 어디로 가는가? 나로서는 우리가 이야기하고자 했던 이야기가 이제 다 전해졌다고 느낀다. 나는 그 캐릭터를 사랑하고, 폴 그린그래스가 10년 후에 전화해서 '이제 할 수 있다, 10년이 지났고 그를 다시 데려올 방법이 있다'고 말하면, '네, 물론이죠'라고 대답할 수 있는 세상이 있다. 좋은 아이디어가 있다면 다시 밴드를 모을 수도 있지만, 지금 이 이야기의 관점에서 그 부분—이야기는 다 전해졌다...

그러나 2008년 2월 22일, 버라이어티는 데이먼과 그린그래스 모두 참여하는 네 번째 영화가 실제로 제작 중이라고 보도했다.
2008년 10월 16일, 조지 놀피가 각본을 쓰고 프랭크 마셜이 제작하며 제프리 와이너와 헨리 모리슨이 총괄 프로듀서로 참여한다고 발표되었다. 맷 데이먼, 줄리아 스타일스, 조앤 앨런, 폴 그린그래스도 영화에 합류했다. 조슈아 제투머는 놀피가 9월에 《컨트롤러》를 감독하게 되면서 2009년 8월까지 병렬 각본을 작성하도록 고용되었다(이 경우 놀피의 각본과 결합될 수 있는 초안).
2010년 2월 1일, 데이먼은 《우리가 꿈꾸는 기적: 인빅터스》의 영국 시사회에서 《본 얼티메이텀》의 후속작이 "적어도 5년은 걸릴 것"이라고 밝혔다. 같은 시사회에 참석한 그린그래스도 "적절한 각본이 나오지 않는 한" 더 이상 본 영화에 참여하지 않을 것이라고 재차 강조했다. 그러나 데이먼은 그 사이에 "다른 배우와 다른 감독이 참여하는 일종의 본 프리퀄"이 있을 수 있다고 밝혔다. 맷 데이먼은 2010년 3월 10일 《투데이》 출연에서 이를 재확인했으며, 그린그래스가 감독하는 경우에만 참여할 것이라고 덧붙였다.
2010년 6월, 토니 길로이가 《본 레거시》의 각본을 쓰고 2012년 개봉할 것이라고 발표되었다. 그해 10월, 길로이가 《본 레거시》의 감독으로 발표되었고, 그는 데이먼이 이 영화에는 돌아오지 않을 것이며 "완전히 새로운 영웅"이 등장할 것이라고 확인했다.
이것은 리부트가 아니라 완전히 새로운 장이다. 가장 쉽게 생각하면 확장 또는 공개이다. 제이슨 본은 이 영화에 나오지 않지만, 그는 여전히 살아 있다. 첫 세 편의 영화에서 일어난 일이 《본 레거시》의 방아쇠가 되었고, 이 영화에 몰입했던 모든 사람들은 집중한 것에 대한 보상을 받을 것이다. 나는 전설과 환경, 그리고 더 큰 음모를 만들고 있다. 우리는 더 큰 그림, 더 큰 캔버스를 보여줄 것이다... 우리가 만드는 세계는 제이슨 본의 향후 등장을 강화하고 발전시키고 초대할 것이다.

《본 레거시》는 2012년 8월 10일 미국에서 개봉했다.
유니버설 픽처스는 로스앤젤레스에서 열린 언론 컨퍼런스에서 《본 레거시》가 엇갈린 평가를 받았음에도 불구하고 더 많은 본 영화를 출시할 가능성이 높다고 밝혔다. 2014년 9월 15일, 데이먼과 그린그래스가 다음 본 영화에 복귀할 것이며 개봉일을 정하고, 레너는 나중에 별도의 영화에서 크로스 역으로 복귀할 것이라고 발표되었다. 2014년 6월 18일, 스튜디오는 영화 개봉일을 2015년 8월 14일에서 2016년 7월 15일로 미뤘다. 영화 《제이슨 본》은 2016년 7월 29일 미국에서 개봉했으며 엇갈린 평가를 받았다.

## 같이 보기
- 감시를 특징으로 하는 영화 목록

## 내용주
1. 1 2  《본 슈프리머시》(2004)의 내용
2. ↑  《본 아이덴티티》(2002)에서 묘사된 대로